# Chaduragolla, Jagalur
Chaduragolla là một làng thuộc tehsil Jagalur, huyện Davanagere, bang Karnataka, Ấn Độ.